# Bahnstrecke Gelsenkirchen-Bismarck–Gelsenkirchen-Schalke
| |                      |                                                |                                                |
| Streckennummer (DB): | 2235                 |                                                |                                                |
| Kursbuchstrecke (DB): | ehem. 236b           |                                                |                                                |
| Streckenlänge: | 1,564 km             |                                                |                                                |
| Spurweite: | 1435 mm (Normalspur) |                                                |                                                |
| |                      |                                                |                                                |
| \| \| \| von Herne \| \| \| \| \| Verbindungsstrecke von Wanne-Eickel \| \| \| \| \| Wanne-Unser Fritz (Bft, ehem. Abzweigstelle) \| \| \| \| \| Wanne-Unser Fritz \| \| \| \| \| Gelsenkirchen Zoo (Bft) \| \| \| \| 6,0 \| Gelsenkirchen-Bismarck \| Gelsenkirchen-Bismarck \| \| \| \| nach Dorsten und Essen bzw. Oberhausen \| \| \| \| \| ehem. Anschl. Zeche Graf Bismarck \| \| \| \| \| Chemische Industrie (Anst) \| \| \| \| 6,7 \| Blücherstraße (Abzw) \| Blücherstraße (Abzw) \| \| \| 7,0 \| Glas- und Spiegelmanufaktur (Anst) \| Glas- und Spiegelmanufaktur (Anst) \| \| \| \| von Wanne-Eickel \| \| \| \| \| Gelsenkirchen-Schalke (alt, ehem. Schalke CME) \| \| \| \| 7,5 \| Gelsenkirchen-Schalke \| Gelsenkirchen-Schalke \| \| \| \| nach Oberhausen \| \| \| \| \| \| \| \| Quellen: [1][2] \| \| \| \| |                      |                                                |                                                |
| Strecke |                      | von Herne                                      | von Herne                                      |
| Abzweig geradeaus und von links |                      | Verbindungsstrecke von Wanne-Eickel            | Verbindungsstrecke von Wanne-Eickel            |
| Blockstelle |                      | Wanne-Unser Fritz (Bft, ehem. Abzweigstelle)   | Wanne-Unser Fritz (Bft, ehem. Abzweigstelle)   |
| ehemaliger Haltepunkt / Haltestelle |                      | Wanne-Unser Fritz                              | Wanne-Unser Fritz                              |
| Bahnhof |                      | Gelsenkirchen Zoo (Bft)                        | Gelsenkirchen Zoo (Bft)                        |
| Dienststation / Betriebs- oder Güterbahnhof | 6,0                  | Gelsenkirchen-Bismarck                         | Gelsenkirchen-Bismarck                         |
| Abzweig quer und ehemals von links · Abzweig ehemals geradeaus und nach rechts |                      | nach Dorsten und Essen bzw. Oberhausen         | nach Dorsten und Essen bzw. Oberhausen         |
| Strecke (außer Betrieb) · Abzweig geradeaus und von rechts (Strecke außer Betrieb) |                      | ehem. Anschl. Zeche Graf Bismarck              | ehem. Anschl. Zeche Graf Bismarck              |
| Abzweig quer und nach links (Strecke außer Betrieb) · Abzweig geradeaus und von rechts (Strecke außer Betrieb) |                      | Chemische Industrie (Anst)                     | Chemische Industrie (Anst)                     |
| Blockstelle (Strecke außer Betrieb) | 6,7                  | Blücherstraße (Abzw)                           | Blücherstraße (Abzw)                           |
| Abzweig geradeaus und von rechts (Strecke außer Betrieb) | 7,0                  | Glas- und Spiegelmanufaktur (Anst)             | Glas- und Spiegelmanufaktur (Anst)             |
| Abzweig ehemals geradeaus und von links |                      | von Wanne-Eickel                               | von Wanne-Eickel                               |
| ehemaliger Dienststation / Betriebs- oder Güterbahnhof |                      | Gelsenkirchen-Schalke (alt, ehem. Schalke CME) | Gelsenkirchen-Schalke (alt, ehem. Schalke CME) |
| Dienststation / Betriebs- oder Güterbahnhof | 7,5                  | Gelsenkirchen-Schalke                          | Gelsenkirchen-Schalke                          |
| Strecke |                      | nach Oberhausen                                | nach Oberhausen                                |
| |                      |                                                |                                                |
| Quellen: |                      |                                                |                                                |

Die Bahnstrecke Gelsenkirchen-Bismarck–Gelsenkirchen-Schalke war eine eingleisige, nicht elektrifizierte Eisenbahnstrecke vornehmlich für den Güterverkehr, die die Bahnhöfe Gelsenkirchen-Schalke und Gelsenkirchen-Bismarck miteinander verband.

## Geschichte
Die im Jahre 1868 gegründeten Steinkohlenbergwerke Graf Bismarck wurden zunächst ab 1869 durch eine schmalspurige Pferdebahn angeschlossen. Mit dieser Bahn wurde die Kohle zum Bahnhof Gelsenkirchen-Schalke an der Köln-Mindener Emschertalbahn transportiert. Um das mühselige Umladen der Kohle zu vereinfachen, wurde die Strecke regelspurig ausgebaut. Die Inbetriebnahme nach dem Umbau erfolgte 1873.
Die Verbindungsstrecke von Gelsenkirchen-Schalke nach Gelsenkirchen-Bismarck entstand 1884 aus dem Anschlussgleis der Zeche Graf Bismarck und wurde 1892 in eine Hauptbahn umgewandelt. Sie diente zunächst ausschließlich dem Güterverkehr.
Nach dem Zweiten Weltkrieg verkehrten auf der Strecke regelmäßig auch Personenzüge. So fuhren die Personenzüge Oberhausen – Wanne-Eickel – Herne – Dortmund auf der Köln-Mindener Emschertalbahn zwischen GE-Schalke und Wanne-Eickel zunächst teilweise, später ausschließlich nicht mehr auf dem direkten Weg über GE-Bickern, sondern über GE-Bismarck. Im Winterfahrplan 1968/69 wurde die Strecke von Zügen der Relation Oberhausen – Bottrop Süd – Gelsenkirchen-Schalke – Gelsenkirchen-Zoo – Wanne-Eickel auf der Kursbuchstrecke 236b bedient.
Nach der Verlegung des Personenverkehrs Gelsenkirchen-Zoo – Bottrop Süd von Gelsenkirchen-Schalke zum Bahnhof Gelsenkirchen-Schalke Nord wurde am 1. Oktober 1970 auch der Güterverkehr auf der Strecke nach Gelsenkirchen-Bismarck stillgelegt. Das Gleis zur Spiegelmanufaktur blieb als Anschlussgleis bestehen.

## Streckenzustand
Vom südlichen Teil der Strecke kurz vor dem Bahnhof Gelsenkirchen-Schalke existieren noch Gleisreste. Der nördliche Teil der Strecke ist von der Alfred-Zingler-Straße überbaut worden.